# Hjässben

Människans skalle, hjässbenet visas i blå med nummer 2.

Roterande kranium. Hjässbenet visas i grönt.

Hjässbenet (latin: os parietale) är en del av skallen som finns beläget mellan nackben, pannben, kilben och tinningben.